# دارين سافاج
دارين سافاج (24 سبتمبر 1968 في المملكة المتحدة - ) (بالإنجليزية: Darren Savage)‏ هو لاعب كريكت بريطاني. لعب مع Norfolk County Cricket Club ‏.

## وصلات خارجية
- دارين سافاج على موقع إي آس بي آن كريك إنفو (الإنجليزية)